# Wadim
Wadim (Vadim) – wschodniosłowiańskie imię męskie o nieznanej etymologii popularne w Rosji i na Ukrainie, ale też występujące np. we Francji.  
Wadim imieniny obchodzi 9 kwietnia

## Popularne osoby o imieniu lub nazwisku Wadim
- Wadim Brodski
- Vadim Glowna
- Roger Vadim
- Wadim Tyszkiewicz